# Viola mucronulifera
Viola mucronulifera Hand.-Mazz. – gatunek roślin z rodziny fiołkowatych (Violaceae). Występuje endemicznie w Chinach – w prowincjach Guangdong i Junnan, a także w regionie autonomicznym Kuangsi. 

## Morfologia
PokrójBylina dorastająca do 10–10 cm wysokości, tworzy kłącza i rozłogi.
LiścieBlaszka liściowa ma owalny lub eliptyczny kształt. Mierzy 2–5 cm długości oraz 1,5–3 cm szerokości, jest piłkowana na brzegu, ma sercowatą nasadę i ostry wierzchołek. Ogonek liściowy jest nagi i ma 2–7 cm długości. Przylistki są lancetowate.
KwiatyPojedyncze, wyrastające z kątów pędów. Mają działki kielicha o lancetowatym kształcie i dorastające do 5 mm długości. Płatki są odwrotnie jajowate, mają białą lub purpurową barwę oraz 13 mm długości, dolny płatek jest odwrotnie jajowaty, mierzy 11 mm długości, posiada obłą ostrogę o długości 2-3 mm.
OwoceTorebki mierzące 6 mm długości, o elipsoidalnym kształcie.

## Biologia i ekologia
Rośnie w lasach, na łąkach i skarpach. Występuje na wysokości od 1300 do 1900 m n.p.m.